# Petar Vitanov
Peter Bojkov Vitanov (en bulgare : Петър Бойков Витанов), né le 18 avril 1982 à Sliven, est un homme politique bulgare. Il estDéputé européen de 2019 à 2024.